# Кляич, Филип

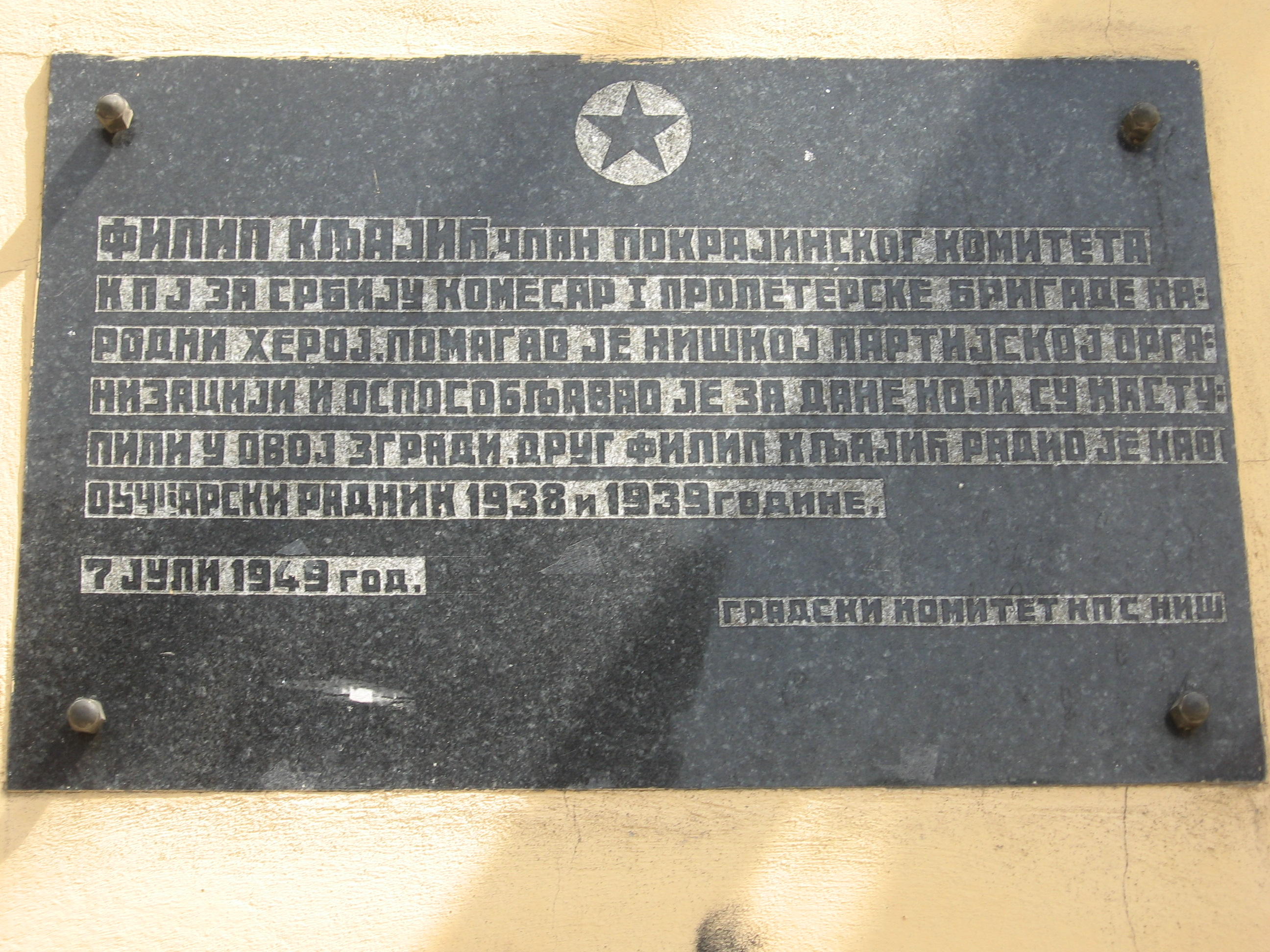
Мемориальная доска в Валево, на которой говорится о Филипе Кляиче

Филип «Фича» Кляич (серб. Филип "Фића" Кљајић; 2 мая 1913, Тремушняк — 5 июля 1943, Зворник) — югославский партизан, политрук 1-й пролетарской дивизии и 1-й пролетарской ударной бригады, Народный герой Югославии.

## Биография
Родился 2 мая 1913 в селе Тремушняк близ Петрини. Воспитателями были участники организации по защите детей «Привредник». В 1925 году отправился в Кикинду учиться на столяра, осенью 1931 года осел в Белграде, где начал свою деятельность в Союзе синдикатов Югославии. С 1936 года является членом Союза коммунистов Югославии. Участвовал в организации многочисленных забастовок и активно помогал союзам рабочих кожевенных фабрик. 20 февраля 1938 избран членом организации Скупщины синдикатов.
За организацию акций протеста рабочей молодёжи в Топчидере и Кошутняке в 1938 году был арестован на два месяца, что серьёзно изменило планы Владко Мачека во время его визита в Белград. Во второй половине 1938 года Клаич вернулся в родное село и перешёл на нелегальное положение (а Покраинский комитет КПЮ, в котором он работал, перебазировался в Ниш). Работая на кожевенной фабрике, Филип встретил свою будущую супругу Джурджелину Динич, которая также будет участвовать во Второй мировой войне и получит звание Народного героя Югославии. В 1940 году и в Нише полиция раскрыла деятельность КПЮ, что вынудило супругов Клаичей бежать в Валево. С сентября 1940 года Филип является секретарём Окружного комитета КПЮ в Валево. 12 октября 1940 по его инициативе состоялся сбор коммунистов в Валево, на котором присутствовало 3 тысячи рабочих.
Как член Военного комитета при Сербском отделении КПЮ, после оккупации Югославии Филип начал организовывать вооружённое сопротивление. Будучи политруком в Главном штабе, он начал проводить диверсии: под его руководством партизаны взяли Сеньскую шахту, атаковали патрули немцев в Лайковаце, Свилайнаце и так далее. Во время Первого антипартизанского наступления совместно с Иосипом Брозом Тито оборонял Валево, получил тяжёлое ранение. Позднее участвовал на совете в Дуление и Брштице. Занял должность политрука в 1-й пролетарской ударной бригаде, а затем аналогичную и в 1-й пролетарской дивизии. Участвовал в боях в Боснии, Черногории и Далмации.
Погиб 5 июля 1943 в битве за Зворник. 25 сентября 1944 посмертно награждён званием Народного героя Югославии. В память о нём в Валево была открыта мемориальная доска, а также названа школа в Бановом-Брду.